# Färöarnas konstmuseum

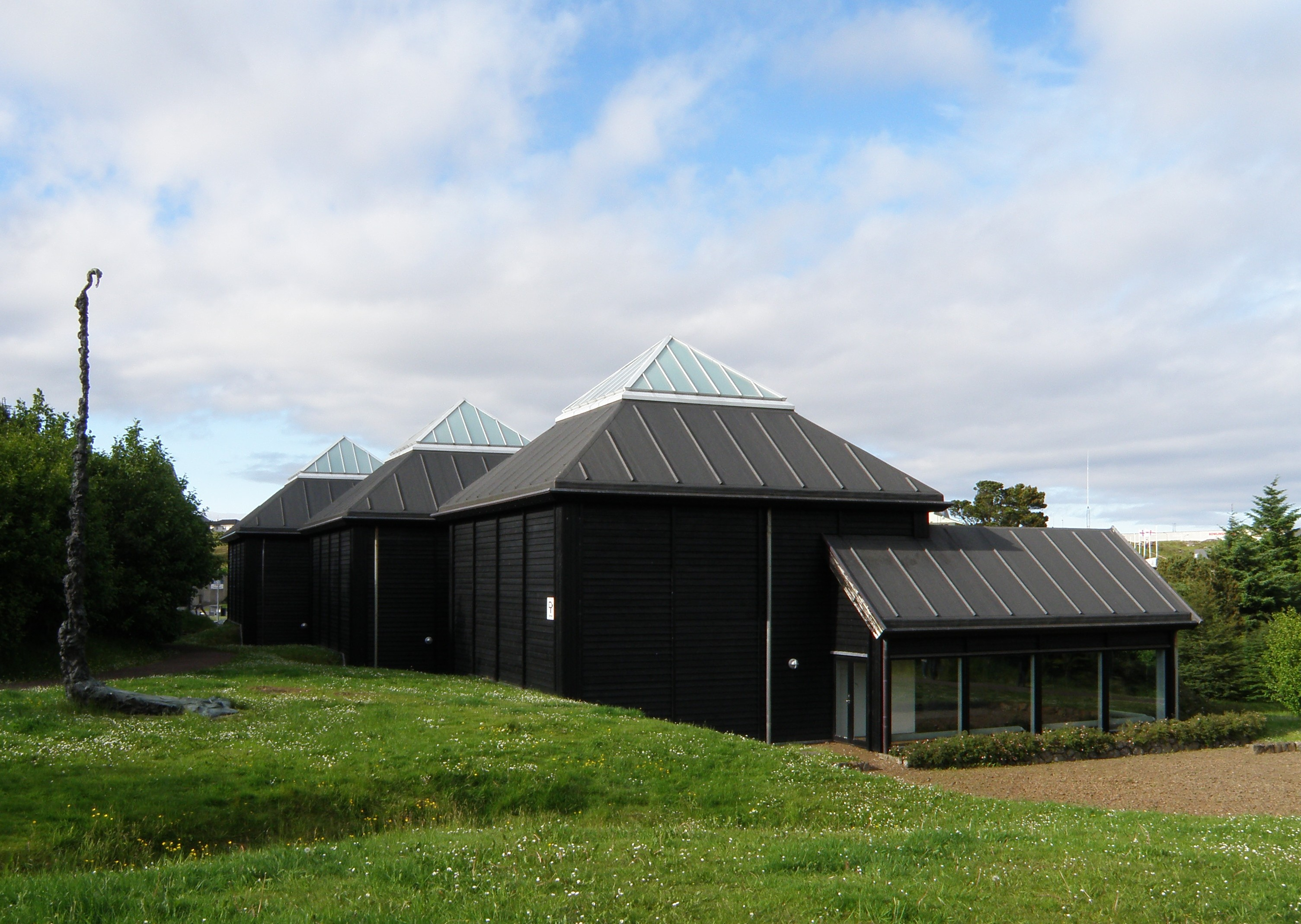
Färöarnas konstmuseum

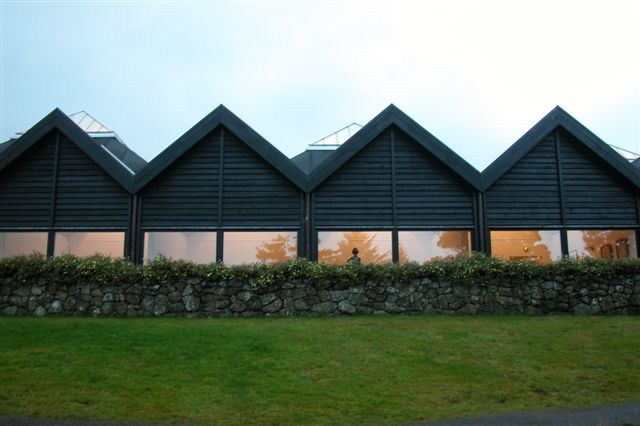
Färöarnas konstmuseum

Färöarnas konstmuseum (färöiska: Listasavn Føroya) är ett konstmuseum i Tórshavn på Färöarna, inriktat på färöisk bildkonst. 
Museet består av det 1970 uppförda konstgalleriet Listaskáli och det nya museigalleriet från 1993, båda ritade av Jákup Pauli Gregoriussen (1993 med hjälp av N.F. Truelsen). Fasaderna är av tjärat trä. Museet har en total yta på 1 600 kvadratmeter, och innehåller såväl permanenta som tillfälliga utställningar. Det ligger i den nordligaste delen av Viðarlundin (Tórshavns stadspark) nära Nordens hus. 